# 首都飯店

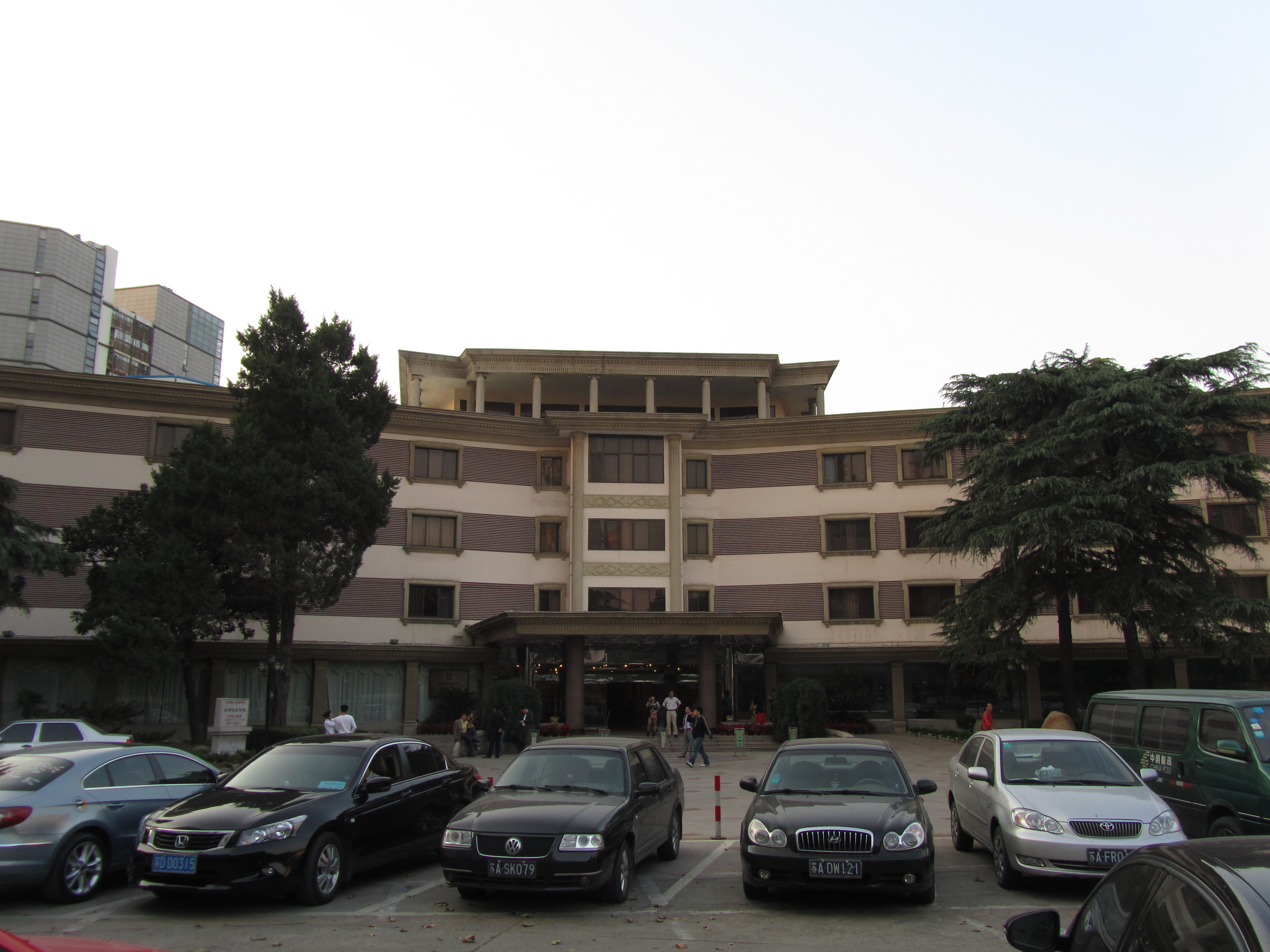
首都飯店

首都飯店（しゅとはんてん）は南京市鼓楼区中山北路178号にある建築である。この建物は1932年から1933年までに建設し、中華民国時代の南京の最も豪華なホテルだった。1937年から1945年まで、旧日本軍上海派遣軍司令部はここに構えた。現在は三ツ星ホテルの「華江飯店」として営業する。江蘇省文物保護単位である。